# Ingo Krossing
Ingo Krossing (* 2. September 1968 in Berlin) ist ein deutscher Chemiker und Hochschullehrer.

## Ausbildung
Krossing studierte ab 1988 an der Ludwig-Maximilians-Universität in München Chemie und schloss das Studium nach dem Diplom 1994 mit der Dissertation bei Heinrich Nöth 1997 ab. Anschließend war er als Postdoktorant bis 1999 an der University of New Brunswick tätig und wurde 2002 bei Hansgeorg Schnöckel an der TH Karlsruhe habilitiert.

## Karriere
Von 2004 bis 2006 war Krossing Assistenzprofessor an der EPF Lausanne. 2006 wurde er auf den Lehrstuhl für Anorganische Chemie an der Albert-Ludwigs-Universität Freiburg berufen. Er ist seitdem auch Mitglied am Freiburger Materialforschungszentrum. 2011 bis 2017 nahm der die Aufgabe als wissenschaftlicher Direktor an der Freiburg Academy of Science and Technology wahr. Seit 2016 ist er unter anderem weiterhin Mitglied am Freiburg Center for Interactive Materials and Bioinspired Technologies FIT.

## Auszeichnungen
2004 wurde Krossing der Chemie-Preis der Akademie der Wissenschaften zu Göttingen verliehen, 2006 der Otto-Klung-Weberbank-Preis für seine Arbeiten zur „Synthese und Anwendung neuartiger, sehr schwach koordinierender Anionen“. 2018 wurde er als Mitglied in die Heidelberger Akademie der Wissenschaften, 2020 in die Leopoldina aufgenommen.